# Diplazon areolatus
Diplazon areolatus är en stekelart som beskrevs av Ma, Wang och Wang 1995. Diplazon areolatus ingår i släktet Diplazon och familjen brokparasitsteklar. Inga underarter finns listade i Catalogue of Life.